# Narcissus scaberulus
Narcissus scaberulus är en amaryllisväxtart som beskrevs av Julio Augusto Henriques. Narcissus scaberulus ingår i släktet narcisser, och familjen amaryllisväxter. IUCN kategoriserar arten globalt som livskraftig. Inga underarter finns listade i Catalogue of Life.

## Bildgalleri

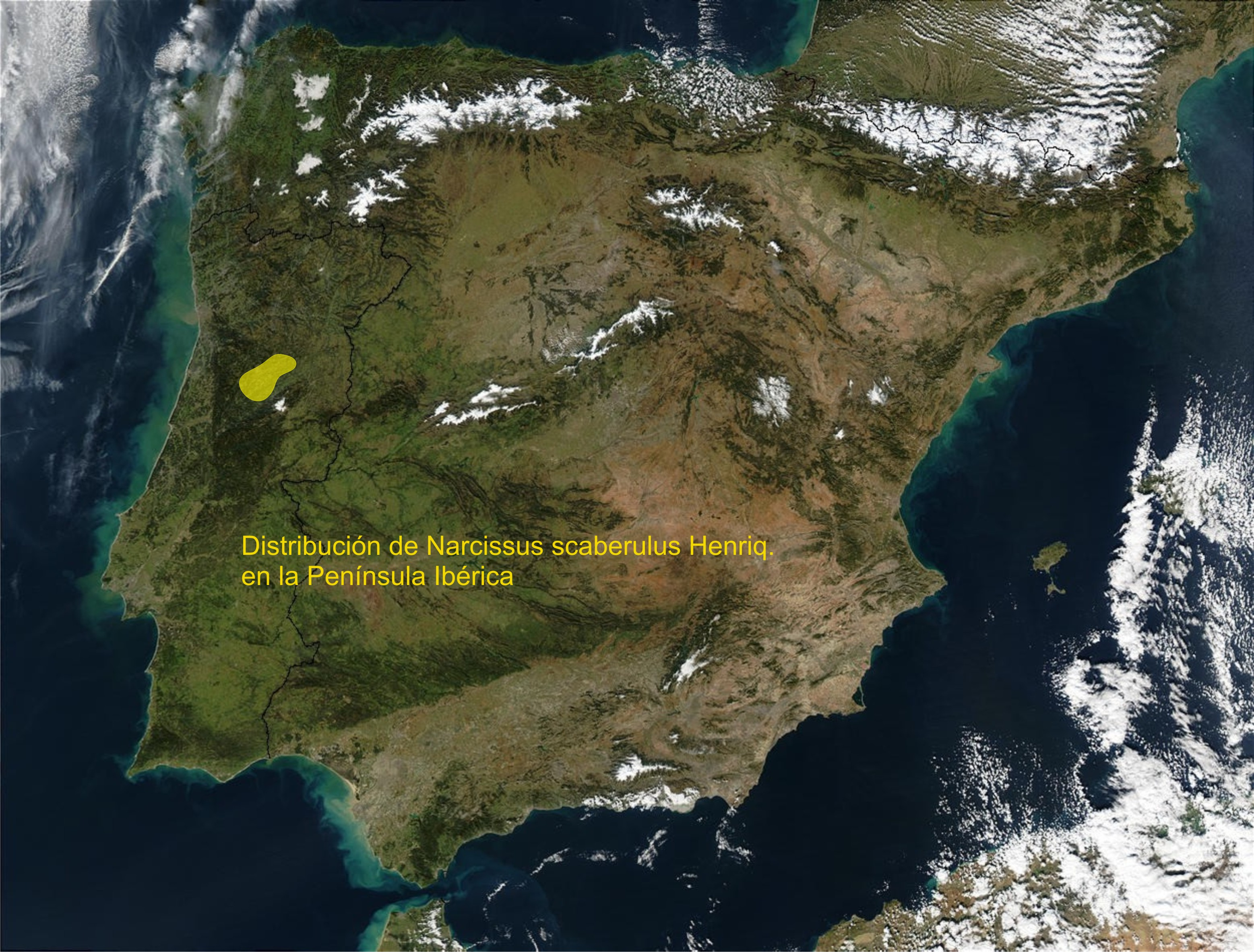